# Hugo Metsers (1943)
Hugo Wilfried Maria Jozef Metsers (Hulst, 1 april 1943) is een Nederlands acteur. Hij is een zoon van textielfabrikant en schilder Hugo Metsers (1902-1978) en een broer van schilder en beeldhouwer Guido Metsers (1940-2024).
Metsers kreeg vooral in de jaren zeventig bekendheid met zijn rol in de erotische speelfilm Blue movie. Hugo Metsers kreeg internationale bekendheid in de BRT-AVRO televisieserie naar het boek van Gerard Walschap, Een mens van goede wil als Thijs Glorieus de man die geen onrecht kan zien en het met zijn leven betaalt. In de televisieserie Hollands Glorie (1977) speelde hij de hoofdrol van Jan Wandelaar. Ook speelde hij in de speelfilms Spetters en Lieve jongens  en in de televisieseries De Fabriek, Zonder Ernst en Uit de school geklapt. Daarnaast speelde Metsers in veel toneelstukken en heeft hij in de televisieserie De Legende van de Bokkerijders (1994) een grote rol gehad.
Metsers is getrouwd met actrice Pleuni Touw. Uit een eerder huwelijk met actrice Maartje Seyferth heeft hij twee kinderen, onder wie acteur/regisseur Hugo Metsers (1968). Sinds zijn zoon ook een acteurscarrière is gaan volgen worden vader en zoon in de publiciteit soms aangeduid als "Hugo Metsers II" en "Hugo Metsers III".

## Filmografie (selectie)
- 1964 - Het wederzijds huwelijksbedrog (tv-film)
- 1968 - Een zekere Judas (tv-film)
- 1968 - Luitenant Tenant (tv-film)
- 1971 - Blue Movie
- 1972 - Louisa, een word van liefde
- 1972 - VD
- 1973 - Waaldrecht (tv-serie)
- 1973 - Frank en Eva
- 1973-1974 - Een mens van goede wil
- 1974 - Alicia
- 1975 - Zwaarmoedige verhalen voor bij de centrale verwarming
- 1975 - Mens erger je niet
- 1976 - De komst van Joachim Stiller (tv-serie)
- 1977-1978 - Hollands Glorie
- 1980 - Lieve jongens
- 1980 - Spetters
- 1981 - Het verboden bacchanaal
- 1982 - De Fabriek
- 1983 - De weg
- 1983 - De zwarte ruiter
- 1991 - Meeuwen (tv-film)
- 1993 - Uit de school geklapt (tv-serie)
- 1994 - De Legende van de Bokkerijders (tv-serie)
- 1996 - Zonder Ernst (tv-serie)

- Bibliothèque nationale de France: cb162175040 (data)
- Gemeinsame Normdatei: 1080263705
- International Standard Name Identifier: 0000 0003 9605 9965
- Nederlandse Thesaurus van Auteursnamen: 070573395
- Virtual International Authority File: 290932746